# Lökbatan (Schlammvulkan)
Der Lökbatan ist ein Schlammvulkan in Aserbaidschan.

## Lage
Der Schlammvulkan liegt auf der Südseite der Abşeron-Halbinsel nahe der Küste des Kaspischen Meers, etwa 3 km südwestlich der Siedlung Lökbatan im Stadtbezirk (Rayon) Qaradağ von Aserbaidschans Hauptstadt Baku. Damit liegt er auf einem küstennahen Ölfeld des Kaspischen Meeres.

## Geschichte
Der erste dokumentierte Ausbruch des Lökbatan fand 1864 statt. Seither wurden mit Stand 2018 etwa 25 Ausbrüche verzeichnet, der letzte im Mai 2017. Durch Entzündung des bei einem Ausbruch austretenden Methans kann es zu hohen Feuersäulen kommen.
Der Schlammvulkan ist vom Staat als Naturdenkmal von besonderer Bedeutung geschützt. 1998 wurde er als Kandidat für das UNESCO-Welterbe in die Tentativliste von Aserbaidschan aufgenommen.